# Bernardo Bastres Florence
Bernardo Miguel Bastres Florence SDB (ur. 27 lutego 1955 w Santiago) – chilijski duchowny rzymskokatolicki, w latach 2006–2021 biskup Punta Arenas.

## Życiorys
Wstąpił do zakonu salezjanów i w tymże zgromadzeniu 14 kwietnia 1974 złożył pierwsze śluby zakonne, zaś 31 stycznia 1979 śluby wieczyste. Święcenia prezbiteratu otrzymał 31 lipca 1982. Był m.in. dyrektorem domu dla młodzieży w Punta Arenas, wykładowcą na Papieskim Chilijskim Uniwersytecie Katolickim, wikariuszem biskupim ds. życia konsekrowanego archidiecezji Santiago de Chile oraz przełożonym chilijskiej inspektorii zakonu.
4 marca 2006 papież Benedykt XVI mianował go biskupem Punta Arenas. Sakry biskupiej udzielił mu 22 kwietnia 2006 kard. Francisco Javier Errázuriz Ossa. 22 grudnia 2021 papież przyjął jego rezygnację z pełnionego urzędu. 